# Јарослав Витек
Јарослав Витек (Моржице 14. јануар 1915 — Брно, 15. мај 1966) бивши је чехословачки атлетичар, који се такмичио у бацању кугле и диска.
Две године касније учествује на 2. Европском првенству у Паризу. У бацању кугле био је 6. са 14,77 и, бацању диска 14. 41.18, а оба резултата били су његови лични рекорди.
Година 1939. поставио је нови лични рекорд у бацању кугле 15,38 м